# Kurinka, Ciornuhî
Kurinka (în ucraineană Курінька) este localitatea de reședință a comunei Kurinka din raionul Ciornuhî, regiunea Poltava, Ucraina.

## Demografie
Componența lingvistică a localității Kurinka
     Ucraineană (95,91%)
     Rusă (3,8%)
Conform recensământului din 2001, majoritatea populației localității Kurinka era vorbitoare de ucraineană (95,91%), existând în minoritate și vorbitori de rusă (3,8%).